# Državna cesta D55
Die Državna cesta D55 (kroatisch für ,Nationalstraße D55‘) ist eine Nationalstraße in Kroatien.

## Verlauf
Die Državna cesta D55 zweigt in Borovo wenige Kilometer nordwestlich von Vukovar von der Državna cesta D2 nach Südwesten ab und führt nach Vinkovci. Dort kreuzt sie die Državna cesta D46. Sie verläuft weiter nach Süden, kreuzt die Autobahn Autocesta A3 und umgeht Županja im Osten. Nach weiteren 4 km überschreitet sie die Save, tritt in Bosnien und Herzegowina ein und setzt sich dort als M1.8 nach Tuzla fort.
Die Länge der Straße beträgt 48,6 km.